# HMS Exmouth (1934)
HMS Exmouth (H02) (Корабль Его Величества «Эксмут») — британский лидер эскадренных миноносцев типа E. Назван в честь Эдварда Пеллью, 1-го виконта Эксмута. Построен для Королевского флота в 1934 году. Эсминец был прикреплён к Средиземноморскому флоту в 1935-36 годах во время Абиссинского кризиса. Потоплен немецкой подводной лодкой U-22 21 января 1940 года к северу от Шотландии, во время сопровождения торгового судна.

## Конструкция
Лидер программы 1931 представлял собой улучшенный «Кодрингтон», с увеличенным запасом топлива и большей на пол-узла скоростью хода и удлинённым полубаком. В ходе подготовки рабочих чертежей в проект лидера были внесены те же изменения, что и в проект эсминца. 76-мм зенитная пушка исчезла из спецификации, а установки главного калибра Mk.XIV с углом возвышения 30° заменили на Mk.XVII, обеспечивающую возвышение 40°. Тральное оборудование исключили из состава вооружения уже в ходе постройки. Скорость хода должна быть на ½ узла больше чем у эсминцев типа E.

### Архитектурный облик
Третье 120-мм орудие, располагалось за носовой надстройкой, как на испанских эсминцах и советских лидерах типа «Ленинград».

### Энергетическая установка

#### Главная энергетическая установка
Три Адмиралтейских котла. Три турбины (турбины высокого и низкого давления, турбина крейсерского хода) и редуктор составляли турбозубчатый агрегат. Размещение ГЭУ — линейное. Котлы размещались в изолированных отсеках, турбины — в общем машинном отделении, при этом были отделены от турбин водонепроницаемой переборкой.
Проектная масса силовой установки: 550 дл. тонн.
Рабочее давление пара — 21 кгс/см² (20,3 атм.), температура — 327 °C.

#### Дальность плавания и скорость хода
Проектная мощность составляла 38 000 л. с., что должно было обеспечить скорость хода (при полной нагрузке) в 32(31,5) узла. Максимальная проектная скорость 36 узлов (36,75).
На испытаниях в сентябре 1934 года лидер не смог развить контрактную скорость, хотя мощность на 490 л. с. превзошла заявленную в спецификации.
Запас топлива хранился в топливных танках, вмещавших 471 дл. т (480 т), 480 дл.т (490 т) мазута, что обеспечивало дальность плавания 6350 миль 15-узловым ходом или 1500 миль полным ходом.

### Вооружение
На лидер установили пять 120-мм орудий Mark IX с длиной ствола 45 калибров на установках CP XVII. Максимальный угол возвышения 40°, снижения 10°. Масса снаряда 22,7 кг, начальная скорость 807 м/с. Орудия обладали скорострельностью 10 — 12 выстрелов в минуту. Система управления артогнём состояла из трёхметровый дальномер MS.20 и ПУАО — «директор для эсминцев» (DCT) Mk.I.

#### Зенитное вооружение
Зенитное вооружение составляли пара счетверённых 12,7-мм пулемёта, Vickers .50.

#### Торпедное вооружение
Торпедное вооружение включало в себя два 533-мм четырёхтрубных торпедных аппарата Q.R.Mk.VI.

#### Противолодочное вооружение
Противолодочное вооружение состояло из гидролокатора, бомбосбрасывателя, двух бомбомётов, двадцати глубинных бомб.

## Служба
Корабль строился на казённой верфи в Портсмуте. Подготовительные работы на верфи начались 1 ноября 1932 года, спустя ровно год и три месяца корпус сошёл на воду. Хотя в ходе постройки выяснилось превышение веса корпуса на 10 т, машина оказалась легче на 26 т, что привело к уменьшению стандартного водоизмещения с 1515 т до 1495 т. Введен в эксплуатацию 9 ноября 1934 года.
«Эксмут» назначен лидером 5-й миноносной флотилии Флота метрополии. Во время Гражданской войны в Испании патрулировал у испанского побережья, в рамках «Комитета по невмешательству». Со 2 августа 1939 года лидер 12 миноносной флотилии. Из-за ранней гибели не модернизировался. 21 января 1940 года потоплен немецкой подводной лодкой «U 22». Спасенных не было. Корабль погиб во время сопровождения торговое судно к северу от Шотландии в районе Тэрбет Нес, Морай Ферт в точке с координатами 58°18′ с. ш. 02°25′ в. д..

## Использованная литература и источники
- О. А. Рубанов. Эскадренные миноносцы Англии во второй мировой войне. — СПб., 2004. — 72 с. — (БОЕВЫЕ КОРАБЛИ МИРА).
- Грановский Е., Дашьян А., Морозов М. Британские эсминцы в бою. Часть 2 / под ред. М. Э. Морозова. — М.: ЧеРо, 1997. — 48 с илл. с. — (Ретроспектива войны на море). — 1000 экз. — ISBN 5-88711-052-X.
- Дашьян А. В. Корабли Второй мировой войны. ВМС Великобритании. Часть 2. — М.: Моделист-Конструктор, 2003. — (Морская Коллекция № 5).
- Conway's All The Worlds Fighting Ships, 1922—1946 / Gray, Randal (ed.). — London: Conway Maritime Press, 1980. — 456 p. — ISBN 0-85177-1467.
- English, John. Amazon to Ivanhoe: British Standard Destroyers of the 1930s. — Kendal: World Ship Society, 1993. — 144 p. — ISBN 0-905617-64-9.
- Norman Friedman. British Destroyers From Earliest Days to the Second World War. — Annapolis, Maryland: Naval Institute Press, 2009. — ISBN 978-1-59114-081-8.